# トクト (カンクリ部)
トクト（1272年 - 1327年）は、大元ウルス中期の重臣。モンゴル帝国によって滅ぼされたカンクリ部王族の出身であった。
『元史』などの漢文史料では脱脱(tuōtuō)と表記される。ただし、元代には同名の人物が多いため、『元史』及び『新元史』では「康里脱脱（カンクリのトクト）」ととして立伝されている。

## 概要

### 生い立ち
トクトの先祖は中央アジアの遊牧部族であるカンクリ部の王族であった。トクトは母に連れられて東方に移住したイェイェ（牙牙）の6人の息子の一人で、兄にシバウチ軍団を率いて著名となったアシャ・ブカがいる｡ トクトは幼い頃、兄のオトマンとともに燕南で狩猟を行って得た成果をクビライに献上した際に、「後日大いに用いられる才能の持ち主である」と評されたという。そこでトクトはケシクテイ（宿衛）に入り、オルジェイトゥ・カアン（成宗テムル）の即位後は北方に駐屯するバヤンにオルジェイトゥ・カアンの代理として名鷹を下賜する役目を務めた。この時、バヤンも「汝に比する者は未だ見たことはない」とトクトを高く評価したと伝えられる。
1299年（大徳3年）、前年にモンゴル高原駐屯軍がドゥア率いる軍団に大敗したことを受け、皇族のカイシャンが新たに北方に派遣されることになった。トクトもカイシャンに従ってモンゴル高原に駐屯し、1301年（大徳5年）のテケリクにおける大会戦にも従軍した。この時、トクトは自ら敵将を一人討ってカイシャンに献上している。戦況は敵軍に有利であり、カイシャンは自ら前線に出て指揮を執ろうとしたが、トクトがカイシャンの轡を掴んでこれを留め、怒ったカイシャンが手を鞭で打っても離さなかった。最終的に負傷したカイドゥが撤退したことで戦闘は痛み分けに終わり、戦後にカイシャンは大将のドゥルダカに上記の一件を話した。これに対してドゥルダカは「軍中の太子というものは身体の中で首に相当するものであり、不慮の事態があれば配下の者達はよるべを失います。トクトの諌言は忠義というべきでしょう」と評し、これを受けてカイシャンもトクトの行為を認めるようになったという。

### 武宗の擁立
オルジェイトゥ・カアンが1307年（大徳11年）に亡くなった後、自らの権力を失うことを恐れた皇后のブルガン・カトンは右丞相のアグタイや諸王メリク・テムルと組んで安西王アナンダを次の皇帝に擁立しようと企てた。これに対し、左丞相のハルガスンはブルガン・カトンと対抗してカイシャンを擁立しようとしており、カイシャンの部下であるトクトを使者として派遣しようとしたが、カンクリ部のジルカランらが通政院の地位を利使用してモンゴル高原との使者のやり取りを妨げようとした。この時、トクトの兄のアシャ・ブカは兼両城兵馬都指揮使事の地位にあり、アシャ・ブカの計らいによってトクトは無事モンゴル高原のカイシャンの下に赴くことができた。
一方、より近くにいたカイシャンの弟のアユルバルワダはカイシャンよりも先に大都に至り、アシャ・ブカを含む支持者と共にブルガン・カトンらに対してクーデターを実施した。これによってブルガン・カトン一派は捕縛処刑されアユルバルワダ一派が実権を握ったものの、今度はアユルバルワダ一派と北方で強大な武力を有するカイシャンとの関係が微妙となった。特にカイシャン・アユルバルワダ兄弟の生母であるダギは長年共に生活していたアユルバルワダを偏愛しており、陰陽家による「重光大荒落（辛巳、カイシャンの生年）は災あり、旃蒙作噩（乙酉、アユルバルワダの生年）は長久をなす」という言葉を理由に、近臣の朶耳を派遣して暗にカイシャンに即位を辞退するようほのめかした。これを聞いたカイシャンは当初黙然としたが、やがてトクトを呼び出し「我は辺境で勤労すること10年にして、序列としても年長であり、神器（帝位）が我に帰する所、明らかで疑いようもない。今太后は陰陽家の言を信用されているが、天道は茫漠たるもので誰かが予知できるものではない。我が即位した後、トクトよ、汝は我のためアユルバルワダ一派の下に往き情勢を見極め、疾く戻り我に報ぜよ」と命じた。これを受けてトクトが出発した後、カイシャン自身も西道より南下を始めた。同時に腹心の部下である按灰が中道から、チョンウルが東道からそれぞれ同時に南下し、各々1万の精鋭兵を率いていたという。
先行してダギの下に至ったトクトがカイシャンの言葉を伝えた所、 太后は愕然として「先に伝えた言葉は確かに術家（陰陽家）に由来するものであるが、あくまで太子のためを思う我が深い愛から出たものである。ブルガン・カトン一派は既に除かれ、宗王・大臣の議も既に定まっているのに、何故カイシャンはすぐにこちらに来ないのか｣ と語った。これに対し、クーデターの成功に寄与したチャガタイ家出身のトレらはみな「臣下として君主を推戴する以上、二心はありません」と述べ、ダギとアユルバルワダもこれに同意してカイシャンを擁立することに異論はないと述べた。トクトはこれを聞き、カイシャンの下に戻りダギとアユルバルワダの真意を伝えることを申し出た。
これより先、ダギ・アユルバルワダはアシャ・ブカをカイシャンの下に派遣していたが、続けてトクトも同様にカイシャンの下に向かった。トクトはオングチャド（後の中都造営地）でカイシャンに見え、ダギ・アユルバルワダの言葉を伝えた。ここに至りカイシャンはダギらを信じるようになり、アシャ・ブカを派遣して即位の意思を伝えた。そこでアユルバルワダらは上都でカイシャンを迎え、ここにカイシャンは武宗クルク・カアンとして即位し、太后ダギは皇太后に、アユルバルワダは皇太子とされた。これら3宮（カイシャン・ダギ・アユルバルワダ）の衝突を避け、平和裏にカイシャンが即位するに至ったのはアシャ・ブカとトクト兄弟の功績が大きいと評されている。

### カイシャンの治世
またこの頃、長年大元ウルスと対立してきたカイドゥの息子のチャパルが投降し、これを迎え入れたクルク・カアンは大庭で祝宴の席を設けた。モンゴル帝国の伝統に宴席の場で皇帝の近臣が王度を宣言し告戒するというものがあり、クルク・カアンはこの役目をトクトに任せた。トクトはジスン衣を着た諸王大臣が並ぶ中で､「西北諸藩（カイドゥら諸王）」がいかに大元ウルスと対立し、最後には投降するに至ったかを明晰に論じ、聴者は皆聞き入ったという。この後、同知枢密院事から中書平章政事の地位に進み、更に江南行台御史大夫の地位を授けられた。トクトはクルク・カアンの朝廷において「知りて言わざるなく、言いて行せざるなし」と呼ばれたように有言実行の人として知られ､ 中外から賢相と称えられたという。
1310年（至大3年）にはクビライの時代以来に尚書省が設置され、トクトは尚書省の右丞相に抜擢された。この頃、同じくカイシャンの側近であるサンバオヌがカイシャンの子を新たに皇太子に立てるよう進言し、柳林で狩猟を行っていたトクトもこの件について議論するため召喚された。そもそも、カイシャンが即位する際にブルガン・カトン一派の策謀を阻止した功績を考慮してアユルバルワダが皇太子に任命されており、アユルバルワダが即位した後はカイシャンの子を皇太子とするという取り決めがなされていた。トクトはこの取り決めを敢えて破るのは国の秩序を乱すことであるとして反対し、結局はトクトの意見が通ってサンバオヌの提案は退けられることになった。
カイシャンの治世は諸王・功臣に対する無節制な「パラマキ」を行ったことで知られ、このために財政は悪化し名爵は濫発されて価値を低下させた。トクトはこのような状況を踏まえ、「爵位を与えるということは、帝王が人を用いるために行うことです。今の爵位は功績がない者にも与えられていますが、このような者がいざ緊急の時に頼りになりましょうか？（尚書省再設置以前の）中書省は銭糧・工役・選法・刑獄等12事を掌っていました。もし臣下の進言に従ってくださいますならば旧制を遵守してくださいますよう願います」と上奏した。これにより、際限ない支出や爵位の濫発は留められたという。ある時、チャガタイ家のノム・クリが配下の者から無軌道であると告発を受けた時、トクトはその告発を退けて告発者を罪にあてた。またトルイ家のヤクドゥが部民をカサル家当主の斉王バブシャの配下から徴発するという事件が起こると、隣接する諸王がバブシャとともにヤクドゥを攻めようとした。バブシャ自身は事態が悪化することを恐れてこの全てに反対していたが、結局朝廷には「斉王バブシャが叛乱を起こした｣ との報告がなされるに至った。しかしトクトは経緯を詳しく調べた上でバブシャには罪がないと判断し、一方でヤクドゥを攻めようとした諸王はモンゴル高原から長城以南に強制的に移住させるという措置を取った。
また、モンゴル高原に駐屯するトゴチが宗王チュカンの軍団に新たに1万の兵を増員するよう要請した時、朝廷はトクトを派遣してその資材・装束を準備させようとした。しかしトクトは今やカイドゥの国も滅びて辺境は安定しており、あえて問題を起こすようなことをすべきでない、と述べてこの要請を退けた。そこで丞相トゥクルクが代わりに派遣されることになったという。1311年（至大4年）正月には中書左丞相に任命されたが、それから間もなくクルク・カアンは急死してしまった。 クルク・カアン政権に批判的であったアユルバルワダ車による暗殺ではないかと考えられている。

### 晩年
クルク・カアンの没後に仁宗ブヤント・カアンとして即位したアユルバルワダはクルク・カアンの側近であったトクトを遠ざけようと、同年2月に江浙行省左丞相に任命した。江浙に赴任したトクトはまず現地の父老に現況を尋ねたところ、皆が「かつて杭州は水運で賑わっていたが、土砂の堆積により船で通行できない箇所が増え困っている」旨を訴えた。この訴えに難色を示す者もいたが、トクトは訴えを取り上げてこれを改善するよう取り組んだという。
この頃、朝廷ではダギの信任を得たテムデルが丞相として権勢を振るい、クルク・カアン即位時の取り決めであった「アユルバルワダが即位した後は、クルク・カアンの息子（コシラ）を皇太子とする」という約束を反故にしブヤント・カアンの息子（シデバラ）を皇太子にしようとした。コシラは周王に封ぜられて雲南地方に追いやられ、トクトもクルク・カアンの側近であったことを理由に拘禁され、朝廷に連行された。首都に到着して数日して、チョンウルやシレムンらが両宮より「当初汝を疑って召喚したが､ 今汝が無実であることが分かったため、帰還しても良い」旨を伝えた。そこでトクトは江浙行省に帰還したものの、それから間もなく江西行省左丞相に転任となった。
その後、ブヤント・カアンが没して皇太子シデバラが英宗ゲゲーン・カアンとして即位すると、トクトは中央に呼び戻されて御史台の長である御史大夫に任命された。前任者である帖赤がこれを嫁んで江南御史大夫に左遷しようと企んだこともあったが、帖赤が伏誅されたことによってトクトは難を免れた。しかし、この頃からトクトは出仕をやめ、家居すること5年、1328年（泰定5年）に56歳にして亡くなった。息子はバアトル、テムル・タシュ、オズグル・トカ、タシュ・テムル、カダ・ブカ、アルグ・テムル、トレら9人いたが、この内テムル・タシュとタシュ・テムルは後にウカアト・カアンの宮廷で高官に至った。

## カンクリ部クリシュ家
- クリシュ（Quriš ＞虎里思/hǔlǐsī）
  - キシリク（Kišilig ＞乞失里/qǐshīlǐ）
    - クルク（Külüg ＞曲律/qūlǜ）
    - イェイェ（Yeye ＞牙牙/yáyá）
      - ブベセル（Böbeser ＞孛別舎児/bóbiéshèér）
      - ホチキ（Hočiki ＞和者吉/hézhějí）
      - ブベク（Böbek ＞不別/bùbié）
      - オトマン（Otoman ＞斡禿蛮/wòtūmán）
      - アシャ・ブカ（Aša buqa ＞阿沙不花/āshā bùhuā）
      - トクト（Toqto ＞脱脱/tuōtuō）
        - バアトル（Ba’atul ＞覇都/bàdōu）
        - テムル・タシュ（Temür taš ＞鉄木児塔識/tiěmùér tǎshì）
        - オズグル・トカ（Ozghur toqa ＞玉枢虎児吐華/yùshūhǔértǔhuá）
          - バアトル（Ba’atul  ＞抜都児/yùshūhǔértǔhuá）
            - オルジェイ・テムル（Öljei temür ＞完者帖木児/ālǔhuī tièmùér）

          - ネウリン（Neülin ＞紐璘/niŭlín）

        - タシュ・テムル（Taš temür ＞達識帖睦邇/dáshì tièmùěr）
        - カダ・ブカ（Qada buqa ＞哈不花/wòtūmán）
        - アルグ・テムル（Aruγ temür ＞阿魯輝帖木児/ālǔhuī tièmùér）
        - トレ（Töre ＞脱烈/wòtūmán）
          - 長寿安

      - カダ・テムル（Qada temür ＞哈達帖木児/hādá tièmùér）
        - 万僧

      - オンギャヌ（汪家閭/wāngjiālǘ）
        - ボロト・テムル（Bolod temür ＞博羅帖木児/bóluó tièmùér）